# Zamperla
Zamperla est un constructeur d'attractions installé à Vicence, en Italie, et spécialisé dans le domaine des attractions familiales.
Plus de deux-cents montagnes russes Zamperla sont dénombrées mondialement ; tout en sachant que le Disk'O Coaster n'est pas considéré comme tel.
L'entreprise est également propriétaire de Minitalia Leolandia Park et gère le Luna Park de Coney Island.

## Quelques modèles
- Air Force : Montagnes russes à véhicule suspendu junior
- Backflash : Top Spin
- Balloon Race
- Bumper cars : Autos tamponneuses
- Crazy Bus : Attraction pendule apparentée au tapis volant en plus petit, à la différence que les passagers sont assis dans un habitacle.
- Demolition Derby : Attraction apparentée aux tasses
- Discovery : Frisbee
- Disk'O et Disk'O Coaster : Half-pipe
- Dragon Coaster, Super Express : Montagnes russes E-Powered
- Family Gravity Coaster : Montagnes russes en métal
- Family Swinger, Flying Carousel :  Manège de chaises volantes
- Ferris Wheel : Grande roue
- Flash Tower : Tour de chute.
- Galleon/Swinging Ship : Bateau à bascule
- Hawk, Rotoshake : Deux manèges apparentés aux Kamikaze et Ranger
- Hydro Lift : Spinning Raft
- Jumpin' Star, Sky Drop : Tour de chute pour enfant.
- Junior Twister Coaster : Wild Mouse twister junior
- Magic Bikes : Attraction apparentée au manège avion où le passager pédale
- Mini Mouse : Wild Mouse junior
- Monorail : Monorail
- Motocoaster : Montagnes russes en métal ou les passagers prennent place sur des motos.
- Regatta : Music Express
- Pony Express : Montagnes russes reprenant le concept de Motocoaster mais avec des chevaux.
- Rio Grande : Petit train pour enfant, l'une des attractions les plus vendus par la firme, visible dans de nombreux parcs.
- Rockin' Tug : Half-pipe
- Skater, Surf'S Up : Deux attractions situées entre le Rockin' Tug et le Disk'O
- Speedy Coaster : Montagnes russes en métal
- Tea Cup : Tasses
- Telecombat : Manège à bras reproduisant des avions de combat. Origine du succès de la marque. Zamperla propose de nombreux autres modèles de manèges avions
- Top Thrill 2 : les montagnes russes à triple lancement les plus rapides du monde - 193 km/h et 128 mètres de haut, Parc d'attractions Cedar Point à Sandusky, Ohio (mai 2024)[2]
- Turbo Force : Speed
- Twister Coaster : Wild Mouse twister
- Vertical Swing : Star Flyer
- Volare : Montagnes russes volantes
- Water Flume Ride : Bûches

## Quelques attractions
- Cars Quatre Roues Rallye au Parc Walt Disney Studios
- Flik's Flyers à Disney California Adventure
- G-Lock à Walygator Parc
- La Galère au Parc Astérix
- Pony Express à Knott's Berry Farm
- Tapis Volants d'Aladdin au Parc Walt Disney Studios
- Flash Tower au Parc du Bocasse

## Galerie

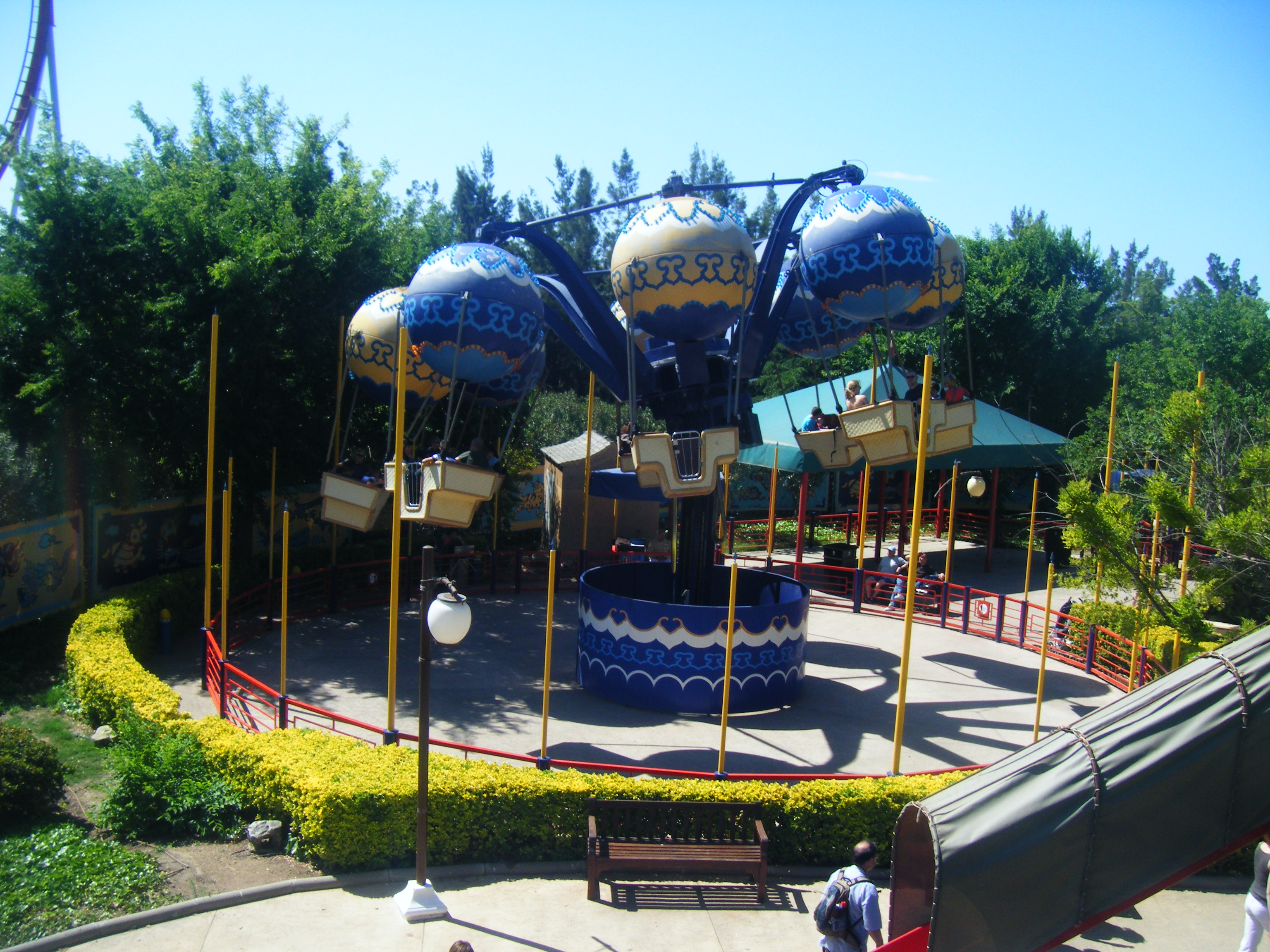
Balloon Race
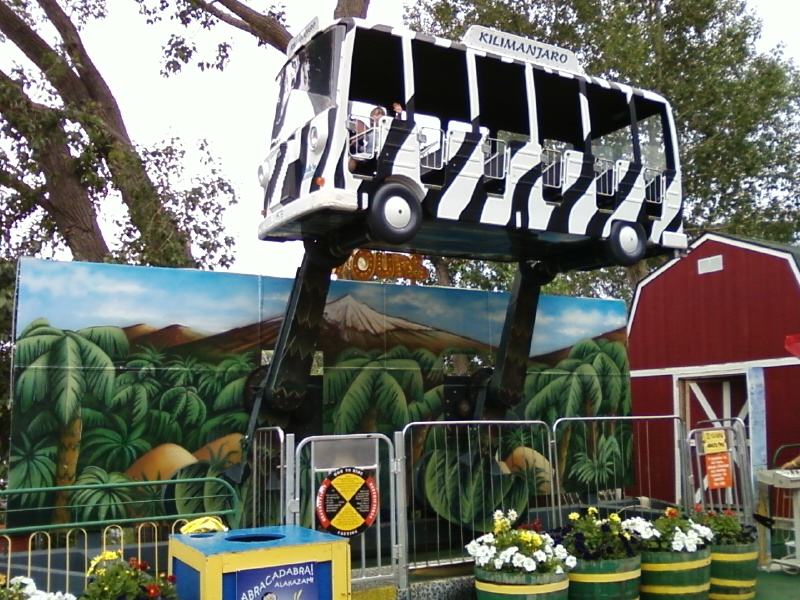
Crazy Bus
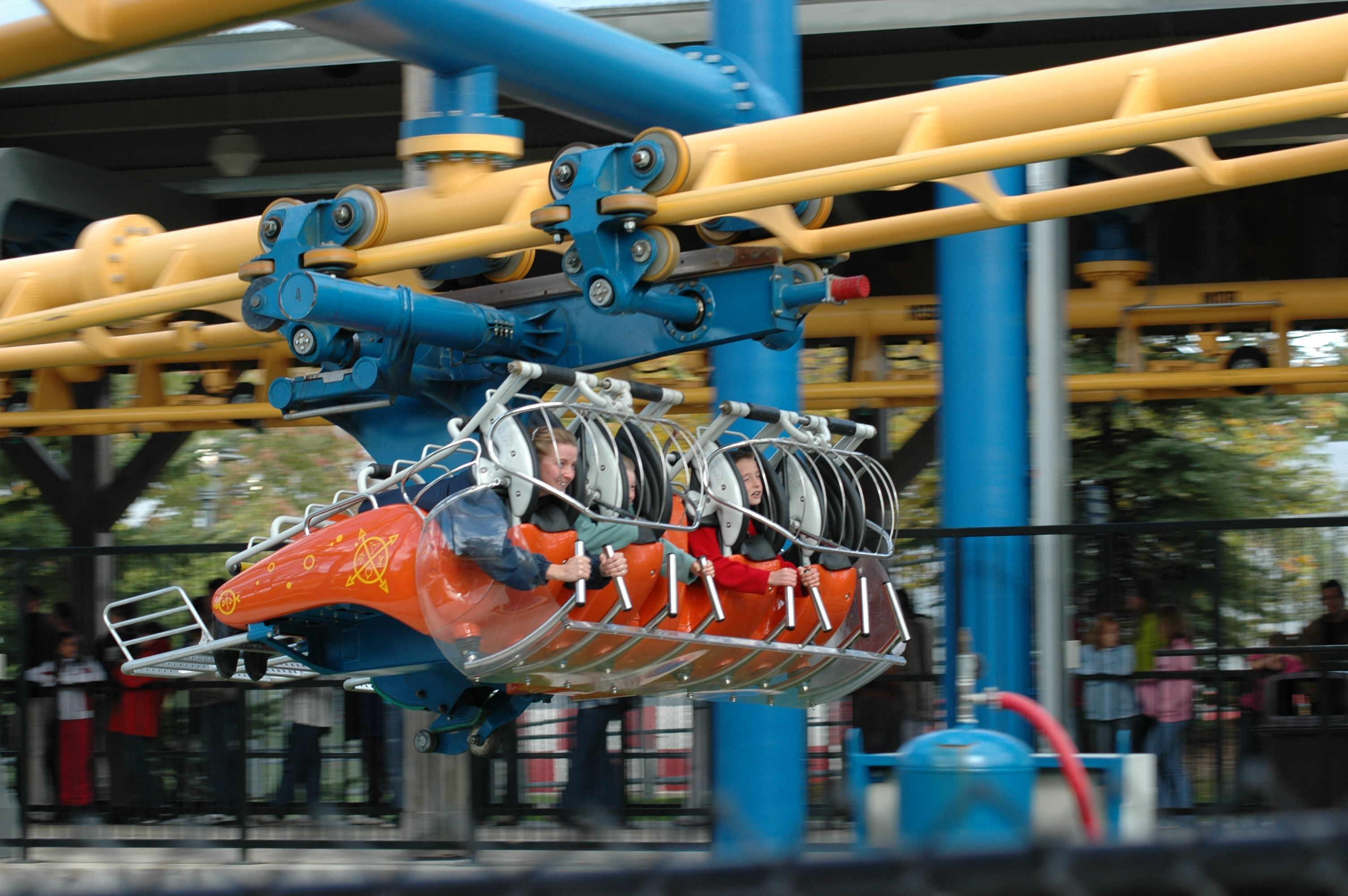
Volare
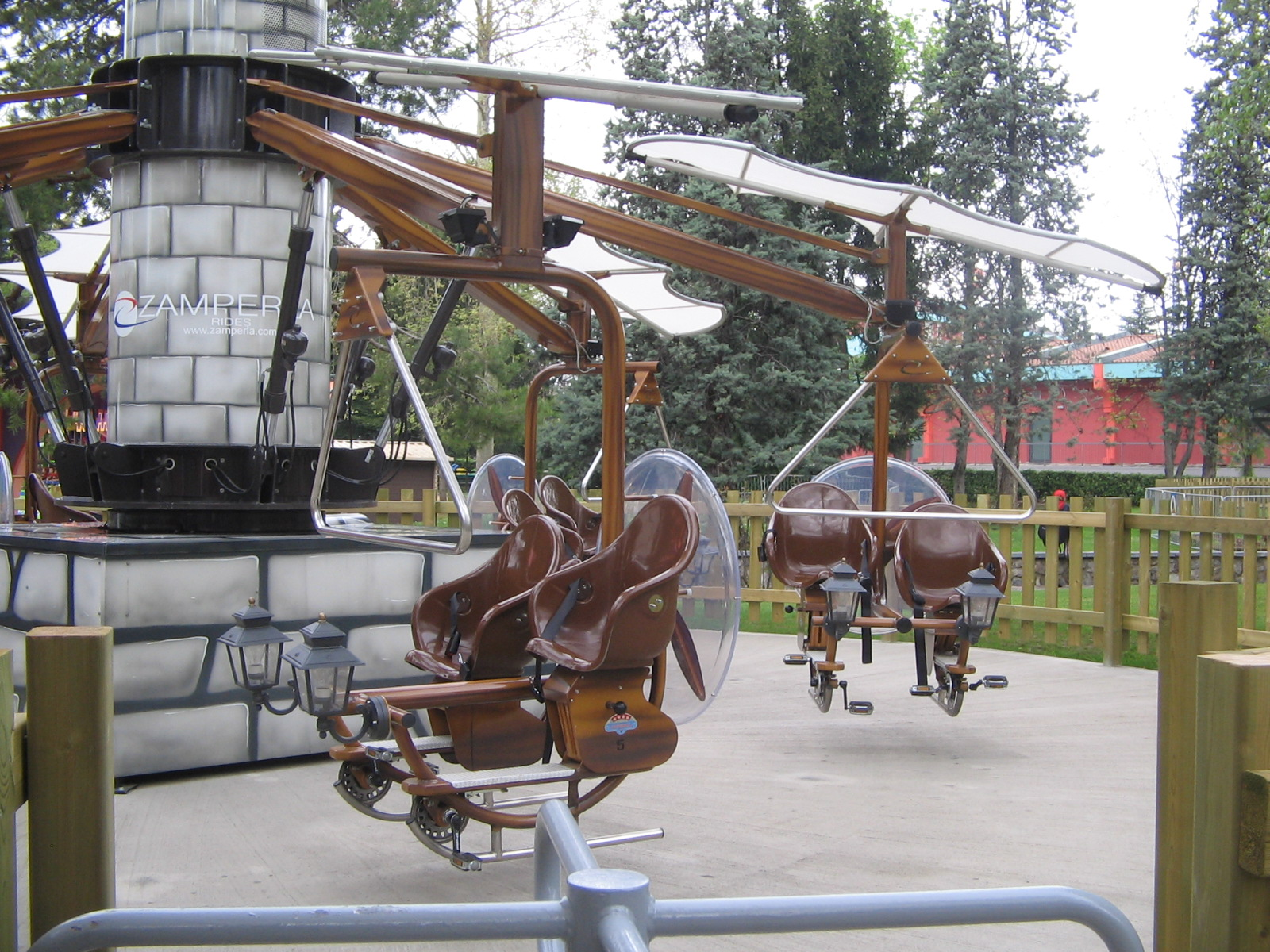
Magic Bikes
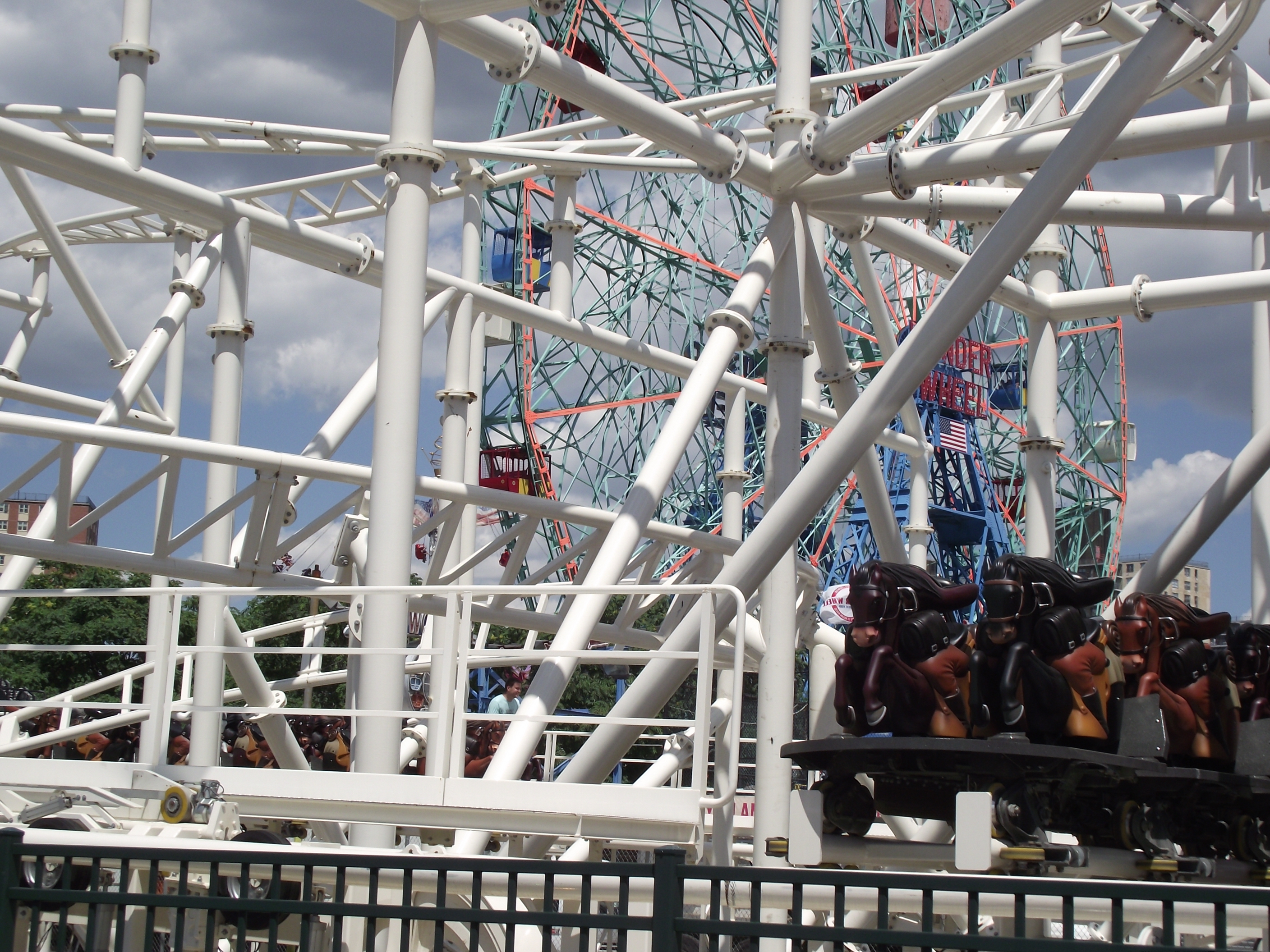
Pony Express
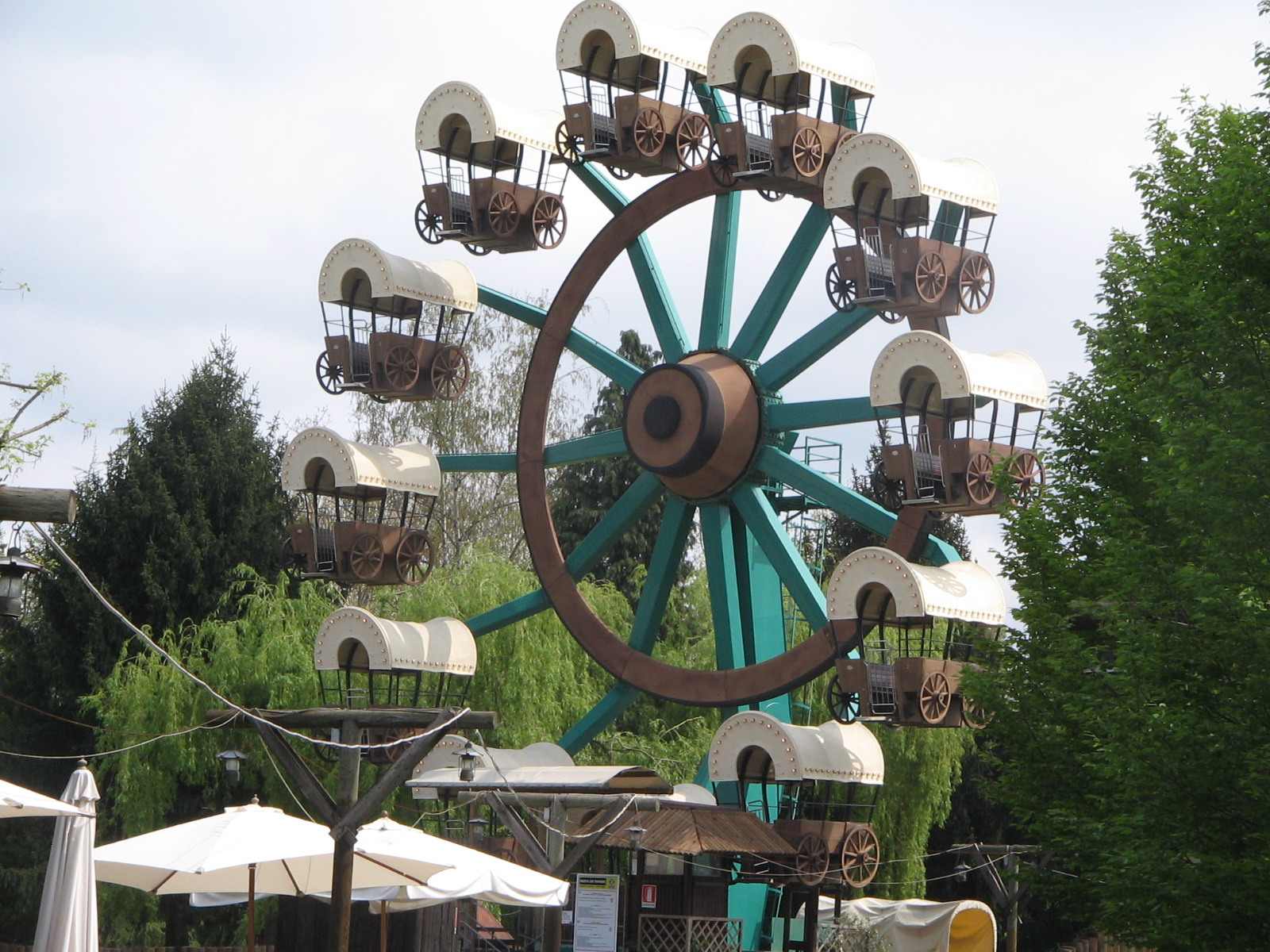
Ferris Wheel
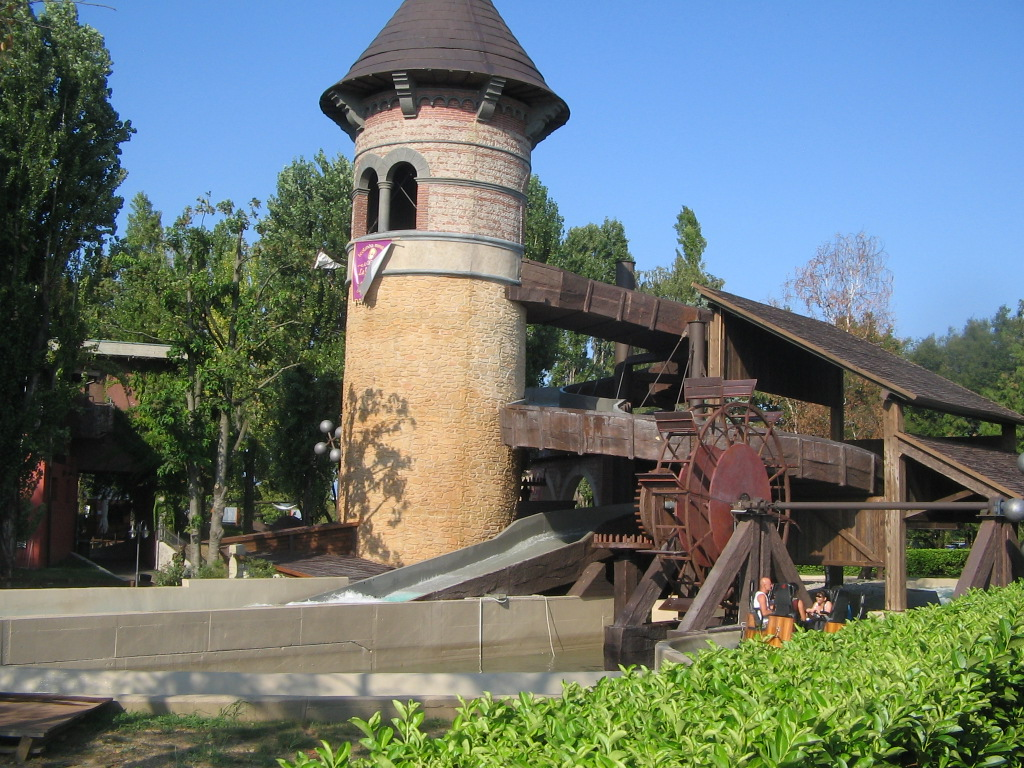
Hydro Lift
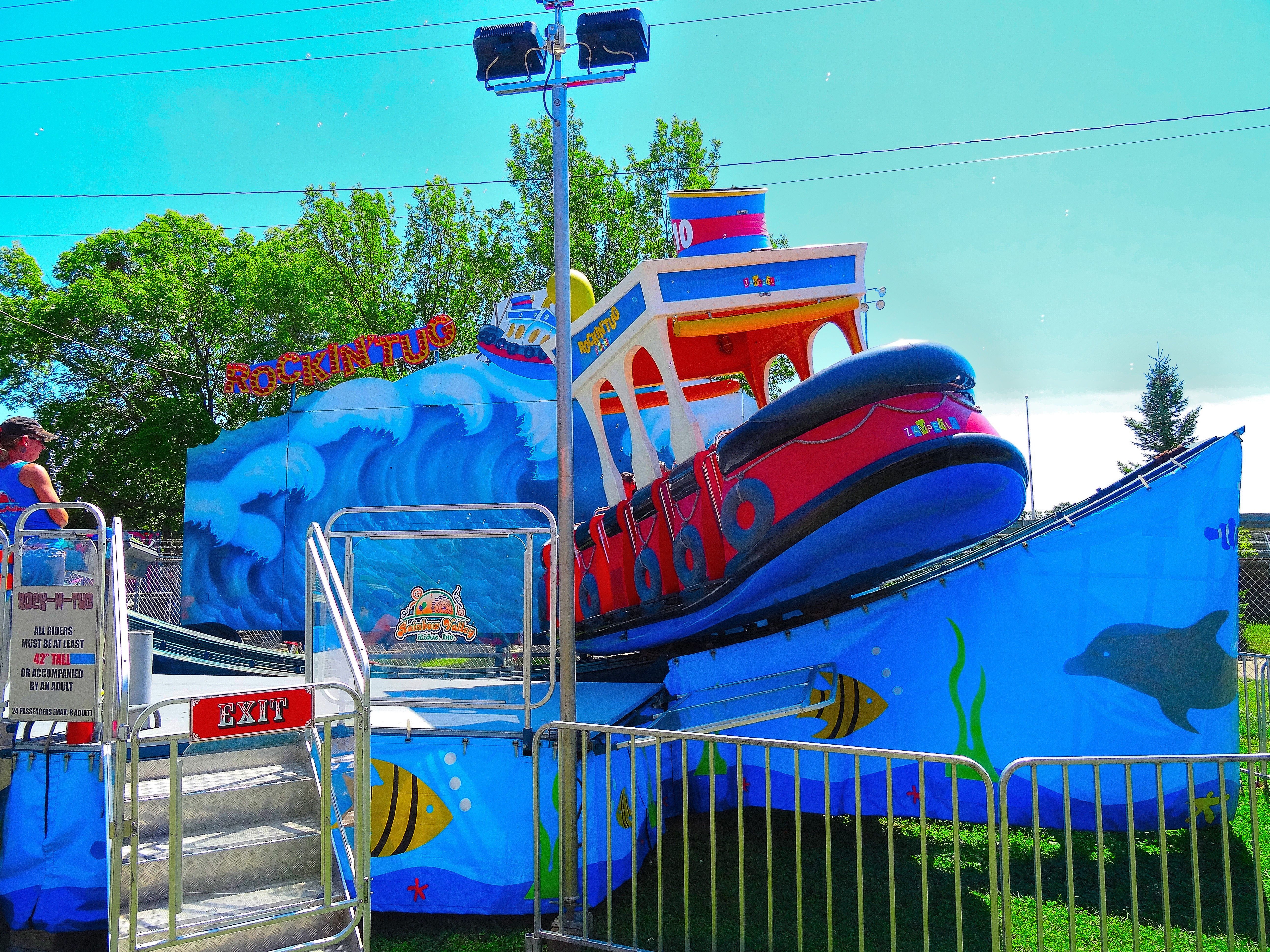
Rockin' Tug
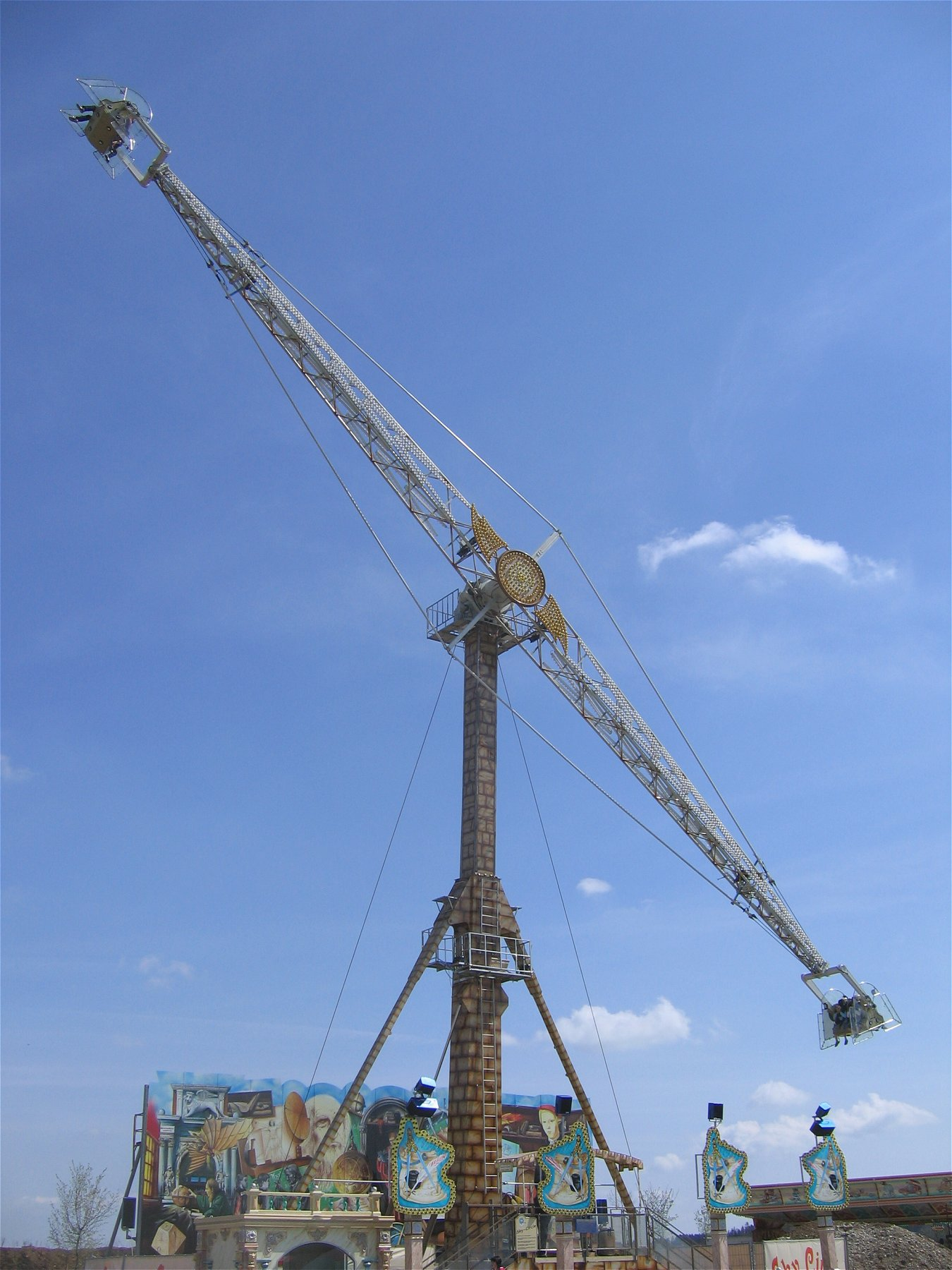
Attraction de type Speed
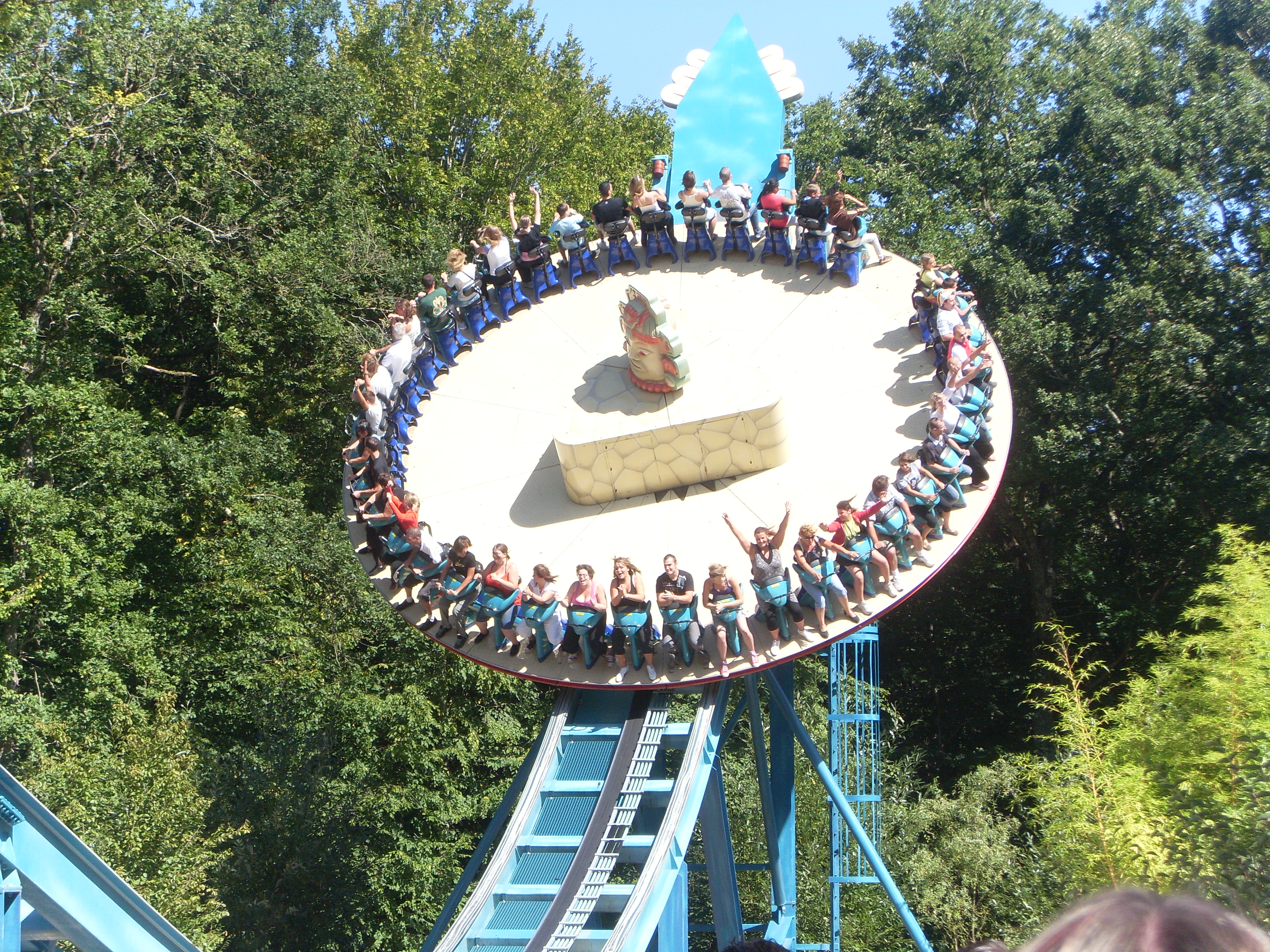
Disk'O Coaster

## Identité visuelle

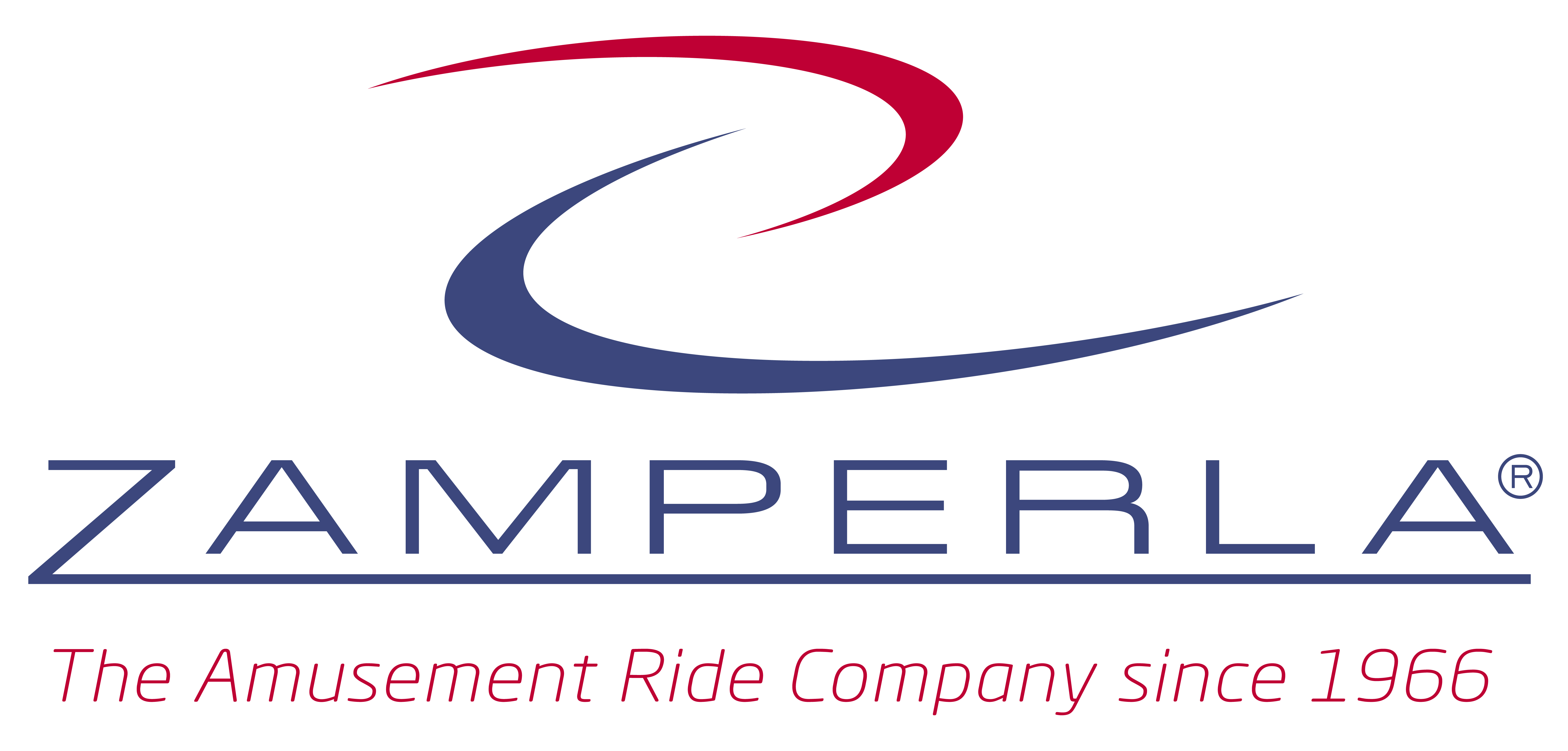
Ancien logo.
Logo actuel.